# Arinque
Arinque em náutica é a designação do cabo que prende a boia à âncora. A bóia de arinque  serve assim para assinalar o local onde se encontra a âncora (ferro). 
Ao largar ferro, lança-se a bóia e o arinque na água, o mais longe possível do costado. 
Verifica-se a profundidade do local onde vai ser lançado o ferro (âncora) e calcula-se, mais ou menos, 2 vezes a profundidade para lançamento da bóia de arinque, sendo que um cabo fica preso na bóia e a outra extremidade fica presa na parte posterior (cruz) da âncora .